# Yorkshire (Ohio)
Yorkshire és una població dels Estats Units a l'estat d'Ohio. Segons el cens del 2000 tenia 110 habitants.

## Demografia
Segons el cens del 2000, Yorkshire tenia 110 habitants, 37 habitatges, i 25 famílies. La densitat de població era de 151,7 habitants/km².
Dels 37 habitatges en un 37,8% hi vivien nens de menys de 18 anys, en un 62,2% hi vivien parelles casades, en un 0% dones solteres, i en un 32,4% no eren unitats familiars. En el 32,4% dels habitatges hi vivien persones soles el 18,9% de les quals corresponia a persones de 65 anys o més que vivien soles. El nombre mitjà de persones vivint en cada habitatge era de 2,97 i el nombre mitjà de persones que vivien en cada família era de 3,92.
Per edats la població es repartia de la següent manera: un 32,7% tenia menys de 18 anys, un 9,1% entre 18 i 24, un 25,5% entre 25 i 44, un 19,1% de 45 a 60 i un 13,6% 65 anys o més.
L'edat mediana era de 32 anys. Per cada 100 dones de 18 o més anys hi havia 111,4 homes.
La renda mediana per habitatge era de 38.750 $ i la renda mediana per família de 43.750 $. Els homes tenien una renda mediana de 36.667 $ mentre que les dones 17.500 $. La renda per capita de la població era de 15.077 $. Cap de les famílies i el 3,2% de la població estaven per davall del llindar de pobresa.

## Poblacions més properes
El següent diagrama mostra les poblacions més properes.